# أنطونيو سيرجيو
أنطونيو سيرجيو (بالبرتغالية: António Sérgio‏) هو كاتب برتغالي، ولد في 3 سبتمبر 1883 في دامان في الهند، وتوفي في 12 فبراير 1969 في لشبونة في البرتغال.